# أبو بكر كوليبالي
أبو بكر كوليبالي (بالفرنسية: Boubacar Coulibaly)‏ (18 أغسطس 1978 بباماكو في مالي - ) هو لاعب كرة قدم مالي في مركز الوسط. لعب مع Trois-Rivières Attak ‏ وMontreal Carabins ‏.